# 社会正義を求めるエチオピア市民
社会正義を求めるエチオピア市民（しゃかいせいぎをもとめるエチオピアしみん、英語: Ethiopian Citizens for Social Justice、略称: ECSJ、ECPSJ、アムハラ語: የኢትዮጵያ ዜጎች ለማኅበራዊ ፍትህ、略称: EZEMA）は、2019年に設立されたエチオピアのリベラル政党。人民代表議会では8議席を保有し、野党第一党である。「市民ベースの政治」を掲げ、民族に囚われない汎エチオピア主義を標榜する。
2019年5月21日、翌年に予定されていた2021年エチオピア総選挙に向けた準備の一環として結成された。合流した政党は、「ギンボット7」、「セマヤウィ」（青の党）、「ガンベラ地域運動」、「全エチオピア民主運動」、「エチオピア民主党」、「新世代党」、「統一と民主主義のための同盟」の7党である。2022年1月13日現在、EZEMAは人民代表議会において合計で8議席を擁する。現在の党首はベルハヌ・ネガ。

## 歴史

### 結党

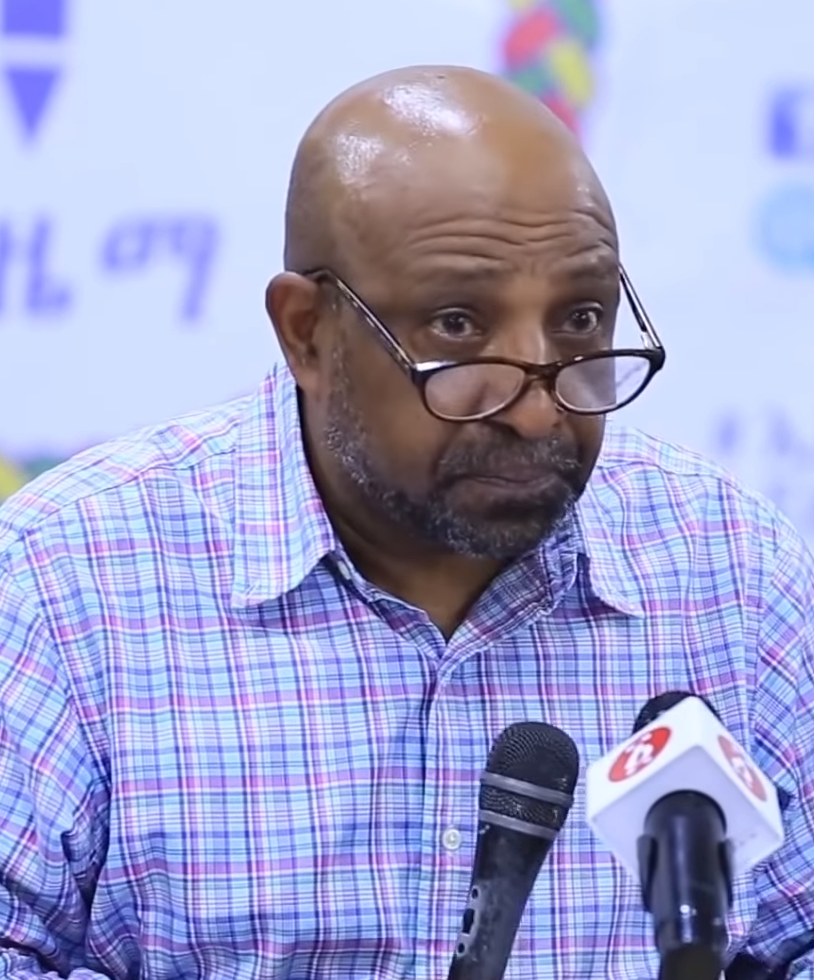
ベルハヌ・ネガは旧ギンボット7とEZEMAの党首である

2018年4月にエチオピアの首相に就任したアビィ・アハメド首相の政治改革により、多くの反政府運動や野党勢力が合法化された。この改革の流れの中で2019年5月21日、2020年の実施を予定されていた総選挙に向けた準備を進めるため、「ギンボット7」、「セマヤウィ」、「ガンベラ地域運動」、「全エチオピア民主運動」、「エチオピア民主党」、「新世代党」、「統一と民主主義のための同盟」の7党が合流して新たな政党を結成した。

#### ギンボット7
ギンボット7（ギンボットセブン、英語: Ginbot 7、アムハラ語: ግንቦት 7）またはグンボット7は、ベルハヌ・ネガが党首を務める政党である。2008年にベルハヌ・ネガとアンダルガチェフ・ツェゲの2人が結党した。党名はエチオピア暦の5月15日、不正選挙への抗議で約200人の死者を出した、2005年総選挙の日から来ている。ギンボット7は、エチオピア国民運動（英語: Ethiopian National Movement、略称: ENM）に所属していた。党首のベルハヌ・ネガは国外に亡命していたが、2018年に帰還した。EZEMA結党に参加した政党の中で中心となる勢力を持つ。ベルハヌ・ネガはEZEMAの党首に就任した。

#### セマヤウィ
セマヤウィ（英語: Semayawi Party）または青の党（あおのとう、英語: Blue Party）は、2012年に結党された政党。自由民主主義を標榜し、2005年総選挙の抗議運動に参加したメンバーが参加していた。青色はエチオピアの象徴、青ナイル川と紅海であり、党のイメージカラーでもある。しかし、エチオピア政府は「色の革命」と党のカラーを結び付け、党が外国勢力による転覆の試みだとして非難してきた。EZEMA結党に参加した政党の中で2番目の勢力を持つ。ユルカル・ゲトネトが党首を務める政党であったが、イェシワス・アセファに交代した。イェシワス・アセファはEZEMAの議長に就任した。

#### 統一と民主主義のための同盟
統一と民主主義のための同盟（とういつとみんしゅしゅぎのためのどうめい、英語: Unity for Democracy and Justice、略称: UDJ）または民主化と正義の連合は、2005年総選挙で野党第一党に躍進した、選挙連合・統一民主主義連合（英語: Coalition for Unity and Democracy、略称: CUD）の後継単一政党である。UDJは、8党の政党連合のエチオピア連邦民主統一フォーラム（英語: Ethiopian Federal Democratic Unity Forum、略称: Medrek）所属であった。ビルトゥカン・ミデクサが初代党首で、2005年の総選挙の騒乱で逮捕された。その後、アンドゥアレム・アラゲが党首に交代した。アンドゥアレム・アラゲはEZEMAの副党首に就任した。

### 総選挙
総選挙では「アディスアベバのための希望」というマニフェストを掲げて戦った。アディスアベバを中心とした議席獲得を目標としていると考えられている。EZEMAは、繁栄党に次ぐ8議席を獲得し、2021年9月の補欠選挙では4議席を得た。その後、党所属議員の内4名が繁栄党に加入したため、2022年1月13日現在、8議席を保有している。党首ベルハヌ・ネガは教育相として繁栄党政権（アビィ・アハメドが首相）に入閣した。2023年5月25日、党が「繁栄党に近すぎる」ことを理由に7人の創設メンバーが辞任し、41人の郡メンバーが続いた。